# 大信街道
大信街道
大信街道，原为大信镇，是中华人民共和国山东省青岛市即墨区下辖的一个街道。2020年8月，撤镇设街道，现区划代码为370215011。

## 行政区划
大信街道下辖以下地区：
乔家村、大信村、官路村、宫家村、新胜村、李家韩洼村、韩家韩洼村、陈家村、仲戈庄村、丁家村、小金家村、大金家村、郝家庄村、碾子头村、小信村、新付庄村、碓臼泊村、石固埠村、高家洼村、大范家村、青钢农场村、小范家村、南王庄村、司家疃一村、司家疃二村、司家疃三村、花园村、赵家疃村、李家疃村、南翟家疃村、北翟家疃村和北王庄村。

## 人口
2010年中国第六次人口普查时，大信街道共有人口30043人。共有家庭9036户，平均每户2.90人。14岁以下的少年儿童共4183人，占总人口13.92%；15-64岁人口共22645人，占总人口75.37%；65岁及以上的老年人共3215人，占总人口的10.70%。男性共计15775人，占总人口52.50%；女性共计14268，占总人口47.49%。本地居住的人口中，拥有本地户籍的人口为24296人，占80.87%。